# Elena (miasto)

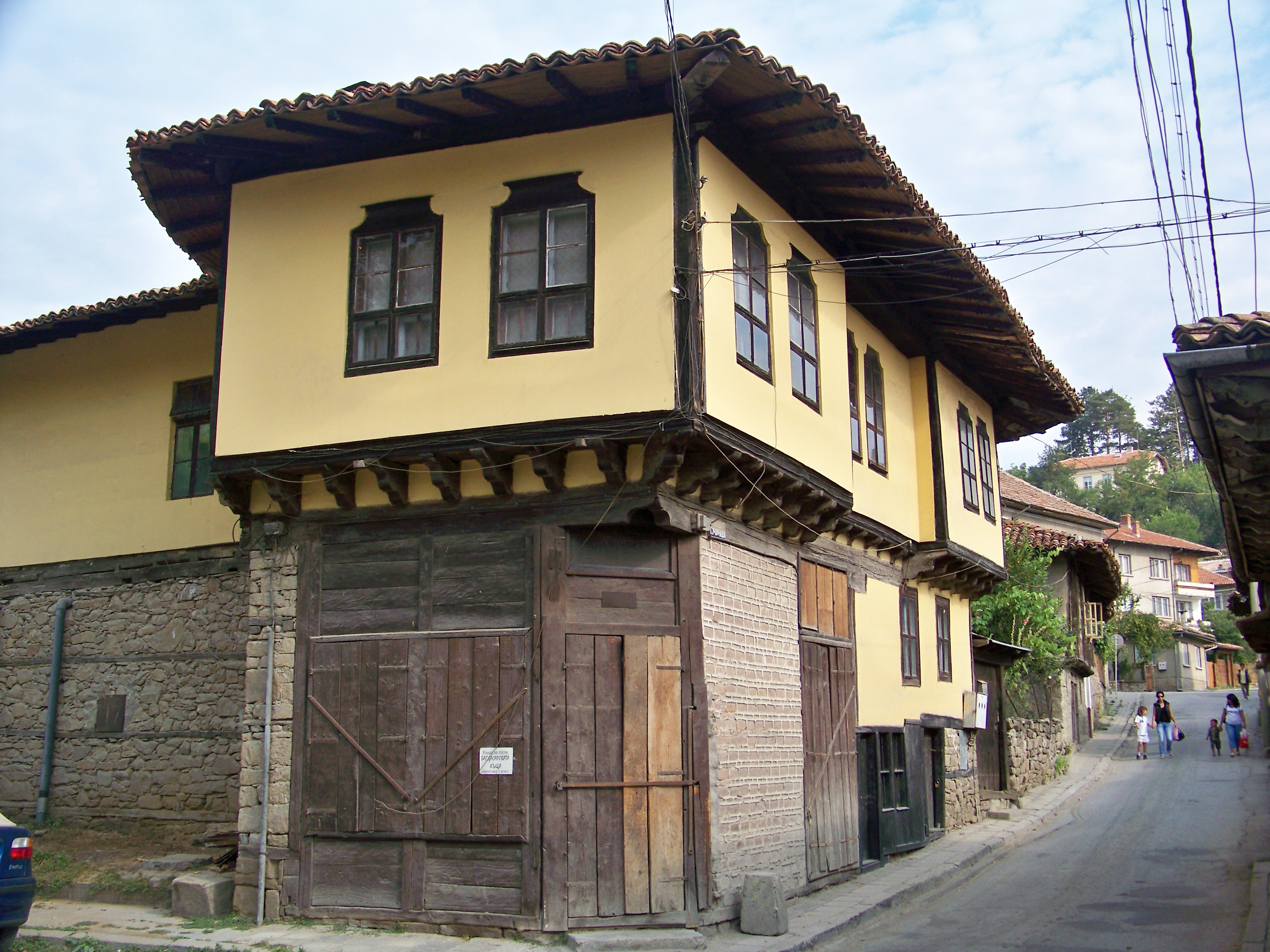
Uliczka

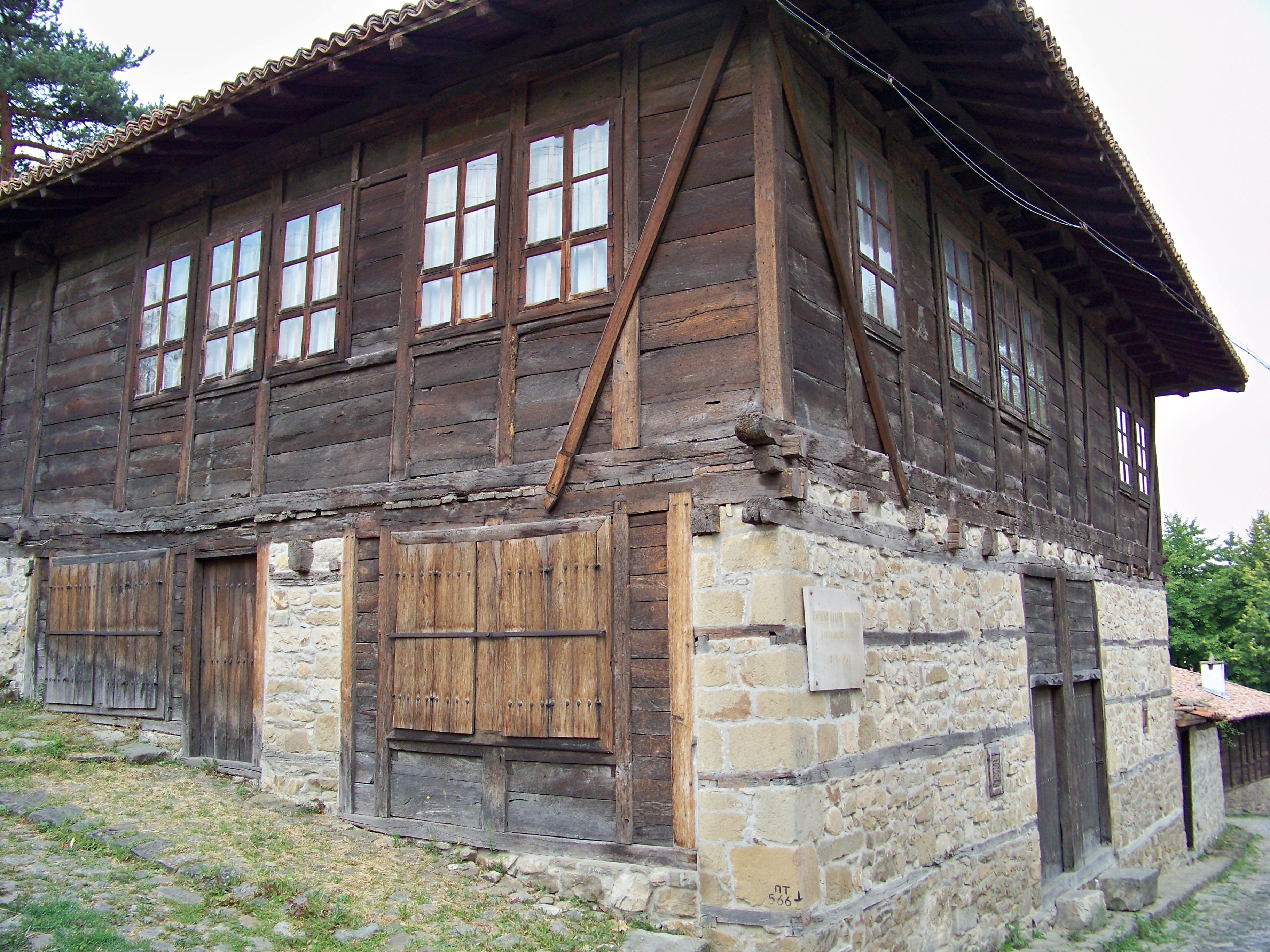
Dom w Elenie

Elena (bułg. Елена) – miasto w środkowej Bułgarii, w obwodzie Wielkie Tyrnowo; siedziba gminy Elena. Według danych Narodowego Instytutu Statystycznego, 31 grudnia 2011 roku miasto liczyło 5532 mieszkańców.

## Położenie
Miasto położone jest u podnóża gór Elenskiego bałkanu, przy wzgórzu Kaleto.

## Środowisko naturalne

### Wody
Elena leży w dolinie rzeki Elenskiej, niedaleko zbiornika retencyjnego Jowkowci.

### Przyroda
- duży głaz narzutowy Markow kamyk, którego według legendy wyrzucił królewicz Marko oraz Raew kamyk
- 1300 letni dąb objęty statusem pomnika przyrody
- wodospad Christowski

Zbocza są gęsto porośnięte lasami, stąd blisko do szczytów Czumerna, Ostrec i Simanowo.

## Historia
Miasto pierwszy raz wspomniane było w 1430 roku pod nazwą Strymena i Elana. W XVIII i XIX wieku miasteczko znane było jako centrum rzemiosła i handlu swojego regionu. Ludzie Eleny odegrali ważną rolę w okresie renesansu w Bułgarii, uczestnicząc w prawie każdych powstaniach przeciwko Turkom, m.in. we Wełczowatej zawerze w 1835 roku oraz w powstaniu tyrnowskim w 1862 roku. Pierwszą świątynią Eleny była cerkiew pw. Sweti Nikoła, zbudowana w XVI wieku. Donjo Gramatnik zapisał, że w 1518 roku cerkiew Sweti Nikoła dostała psałterz z Wenecji. W 1800 roku miejscowość została napadnięta; zniszczono cerkiew Sweti Nikoła i książki znajdujące się w niej. Ze środków zamożnych mieszkańców w 1804 roku odbudowano cerkiew, później wielokrotnie ją przebudowywano. Elena nazywana była Bułgarskim Betlejem, ponieważ jako jedyna w Bułgarii w okresie renesansu miała trzy cerkwie. 2 listopada 1877 roku w trakcie wojny rosyjsko-tureckiej zniszczono znaczną część miasta, natomiast oszczędzono cerkiew wraz z ikonostasem. Cerkiew stała się magazynem do przechowywania zboża. W trakcie wojny bałkańskiej dwóch mieszkańców wstąpiło do legionu Macedońsko-Adrianopolskiego. Jesienią 1987 roku cerkiew Sweti Nikoła została udostępniony dla zwiedzających.

## Kultura i oświata
- Dom Jordana Chadżipetkowa
- Dom Hilariona Makariopolskiego
- Muzeum paleontologii
- Szkoła średnia "Daskałoliwnica" powstała w 1834 roku

## Kuchnia
- Elenski but
- Elenska sliwowa rakija
- File Elena

## Zabytki
Do zabytków zalicza się:
- Cerkiew Sweti Nikoła
- Cerkiew Uśpienia Maryi Panny
- Dom Hilariona Makariopolskiego
- Popnikołowy dom
- Raskukanowe domy
- Wieża czasowa

## Osoby związane z Eleną
- Nikoła Bobczew – filozof
- Stefan Bobczew – prawnik, publicysta
- Josif Bradati – uczony
- Iłarion Dorostołski – duchowny, pisarz
- Georgi Georgijew-Gec – aktor
- Sawa Katrafiłow – rewolucjonista
- Kirczo Kirczew – kmet Burgasu
- Aleksandyr Kisjow – generał
- Iwan Kyrszowski – dziennikarz, rewolucjonista
- Sawa Kyrszowski – prawnik, rewolucjonista
- Hilarion (Michajłowski) – duchowny, działacz na rzecz bułgarskiego odrodzenia narodowego
- Nikoła Michajłowski – pedagog
- Stojan Michajłowski – poeta
- Dimityr Mołłow – lekarz, polityk
- Iwan Momcziłow – pedagog
- Panajot Panajotow – kmet Warny
- Aleksandyr Pindikow – działacz kulturalny
- Milan Radiwojew – aktywista
- Petko Todorow – pisarz
- Teodor Teodorew – polityk
- Penczo Złatew – oficer, polityk

## Miasta partnerskie
- Gmina Wolfsbach, Austria